# Christian Sarramagna
Christian Sarramagna (Bayonne, 1951. december 29. –) válogatott francia labdarúgó, csatár, edző.

## Pályafutása

### Klubcsapatban
1968 és 1979 között a Saint-Étienne labdarúgója volt, ahol három-három francia bajnoki címet és kupagyőzelmet ért el a csapattal. Tagja volt az 1975–76-os idényben BEK-döntős együttesnek. 1979 és 1982 között a Montpellier játékosa volt.

### A válogatottban
1973 és 1976 között négy alkalommal szerepelt a francia válogatottban és két gólt szerzett.

### Edzőként
1990 és 1992 között a Saint-Étienne, 1992 és 1994 között a Martigues, 1994–95-ben a Sedan, 1995 és 1997 között a Mulhouse vezetőedzője volt. 1998 és 2000 között illetve 2006-ban a mali válogatottjának a szövetségi kapitánya volt. 2000 és 2006 között a Bayonne, 2006–07-ben a Sète, 2008-ban a Châteauroux szakmai munkáját irányította.

## Sikerei, díjai
Saint-Étienne
- Francia bajnokság (Ligue 1)
  - bajnok (3): 1973–74, 1974–75, 1975–76
- Francia kupa (Coupe de France)
  - győztes (3): 1974, 1975, 1977
- Bajnokcsapatok Európa-kupája (BEK)
  - döntős: 1975–76

## Statisztika

### Mérkőzései a francia válogatottban
| Franciaország | Franciaország       | Franciaország            | Franciaország | Franciaország | Franciaország | Franciaország | Franciaország | Franciaország |
| #             | Dátum               | Helyszín                 | Hazai         | Eredmény      | Vendég        | Kiírás        | Gólok         | Esemény       |
| ------------- | ------------------- | ------------------------ | ------------- | ------------- | ------------- | ------------- | ------------- | ------------- |
| 1.            | 1973. szeptember 8. | Párizs, Parc des Princes | Franciaország | 3 – 1         | Görögország   | barátságos    | -             | 77'           |
| 2.            | 1973. november 21.  | Párizs, Parc des Princes | Franciaország | 3 – 0         | Dánia         | barátságos    | -             |               |
| 3.            | 1974. május 18.     | Párizs, Parc des Princes | Franciaország | 0 – 1         | Argentína     | barátságos    | -             |               |
| 4.            | 1976. május 22.     | Budapest, Népstadion     | Magyarország  | 1 – 0         | Franciaország | barátságos    | -             |               |
|               | Összesen            |                          |               | 4             | mérkőzés      |               | 0             | gól           |